# Kanton Ouzouer-le-Marché
Der Kanton Ouzouer-le-Marché war bis 2015 ein französischer Wahlkreis im Arrondissement Blois, im Département Loir-et-Cher und in der Region Centre-Val de Loire; sein Hauptort war Ouzouer-le-Marché. Vertreter im Generalrat des Départements war zuletzt von 2004 bis 2015 Bernard Dutray.
Der Kanton war 270,68 km² groß und hatte 5556 Einwohner (2012). 

## Gemeinden
| Gemeinde          | Einwohner Jahr | Fläche km² | Bevölkerungsdichte | Postleitzahl | Code INSEE |
| ----------------- | -------------- | ---------- | ------------------ | ------------ | ---------- |
| Binas             | 717 (2013)     | –          | – Einw./km²        | 41240        | 41017      |
| La Colombe        | 214 (2013)     | –          | – Einw./km²        | 41160        | 41056      |
| Membrolles        | 267 (2013)     | –          | – Einw./km²        | 41240        | 41133      |
| Moisy             | 338 (2013)     | –          | – Einw./km²        | 41160        | 41141      |
| Ouzouer-le-Doyen  | 234 (2013)     | –          | – Einw./km²        | 41160        | 41172      |
| Ouzouer-le-Marché | 1989 (2013)    | –          | – Einw./km²        | 41240        | 41173      |
| Prénouvellon      | 227 (2013)     | –          | – Einw./km²        | 41240        | 41183      |
| Semerville        | 97 (2013)      | –          | – Einw./km²        | 41160        | 41244      |
| Tripleville       | 165 (2013)     | –          | – Einw./km²        | 41240        | 41264      |
| Verdes            | 490 (2013)     | –          | – Einw./km²        | 41240        | 41270      |
| Vievy-le-Rayé     | 481 (2013)     | –          | – Einw./km²        | 41290        | 41273      |
| Villermain        | 378 (2013)     | –          | – Einw./km²        | 41240        | 41289      |